# Armată terestră
Armata terestră sau forțele terestre (ori armata de uscat sau trupele de uscat)  este una dintre componentele forțelor armate ale unui stat, luptând în principal pe teren. Forțele terestre pot fi transportate în aer, așa cum se poate întâmpla în cazul trupelor aeriene în funcție de circumstanțe, sau pe ambarcațiuni, în așteptarea unei aterizări sau transbordări, de exemplu. Numele de armată terestră derivă din armată (din forma latină armata - actul de înarmare), făcându-se o diferență față de celelalte forțe militare (de exemplu, armata aeriană). A nu se confunda cu termenul armată ce are sensul de oaste ce reprezintă totalitatea forțelor armate ale  unui stat sau cu armata de câmp (en. field army) care este o mare unitate militară sau formațiune de luptă, alcătuită din mai multe corpuri de armată și divizii, iar termenul de armată este urmat de o cifră sau un nume (Armata 1, Armata de Nord, Armée d'Italie).
În mai multe țări, armata este numită oficial armata terestră pentru a o diferenția de o forță aeriană numită Armata aeriană, în special în Franța. În astfel de țări, cuvântul „armată” își păstrează conotația de forță terestră în uzul comun. Cea mai mare armată actuală din lume, ca număr de soldați activi, este Armata Populară de Eliberare a Forțelor Terestre din China, cu 1.600.000 de soldați activi și 510.000 de personal de rezervă, urmată de armata indiană cu 1.129.000 de soldați activi și 960.000 de personal de rezervă.